# 초원우는토끼
초원우는토끼 또는 초원피카(Ochotona pusilla)는 우는토끼과에 속하는 포유류의 일종이다. 중앙아시아와 우랄산맥 동부 지역의 러시아 남부와 카자흐스탄 북부 지역에서 발견된다.

## 아종
- Ochotona pusilla angustifrons (Argyropulo, 1932)
- Ochotona pusilla pusilla (Pallas, 1769)